# Shalgam
Shalgam es una ensalada tradicional de Kazajistán, preparada con rábano, pimiento dulce búlgaro, zanahorias, cebollas, ajo y condimentos.